# Wilmar Correia Taborda
Wilmar Correia Taborda (Palmeira das Missões, 27 de julho de 1930 — Carazinho, 7 de junho de 2011) foi um político, advogado e professor brasileiro.
Formado em Direito pela Universidade Federal do Rio Grande do Sul, em 1955, com mestrado em Direito pela Pontifícia Universidade Católica do Rio Grande do Sul, em 2002.
Vereador por dois mandatos em Palmeira das Missões, sua terra natal, foi eleito, em 3 de outubro de 1962, deputado estadual, pelo PTB, para a 41ª Legislatura da Assembleia Legislativa do Rio Grande do Sul, de 1963 a 31 de janeiro de 1967, teve o mandato cassado pelo regime militar em julho de 1966. Ingressou posteriormente no PDT, do qual foi assessor jurídico de bancada na Assembleia Legislativa estadual de 1982 a 1988
Defendeu presos políticos e servidores demitidos pela ditadura, durante o Regime Militar. Foi professor de direito romano e ciências politicas na Universidade Federal do Rio Grande do Sul, na Pontifícia Universidade Católica do Rio Grande do Sul e na Unisinos.